# Indigo Waltz
『Indigo Waltz』（インディゴ ワルツ）は、久保田利伸の2枚目のミニ・アルバム。1989年1月21日に、CBS・ソニーから発売された。

## 概要
アルバム『Such A Funky Thang!』のリカット・リミックス・ミニ・アルバム第2弾で、こちらも現在の基準ではマキシシングルとなるが、発売当時はオリコンではアルバムとして扱われている。また、シングルとは異なり、カップリング曲は設定されていない。
規格は12cmCDシングル。完全生産限定盤。
1曲目・3曲目を収録したシングル・レコードのプロモーション盤が存在する。

## 収録曲
1. Indigo Waltz (Single Mix)(5:37)
2. Indigo Waltz ('Weeping Saxophone' Mix)(5:29)
3. Indigo Waltz ('Listen To His Breath' Mix)(5:33)